# ميريديث سالينجر
ميريديث سالينجر هي ممثلة أمريكية ولدت في 14 مارس 1970.

## روابط خارجية
- ميريديث سالينجر على موقع IMDb (الإنجليزية)
- ميريديث سالينجر على موقع ألو سيني (الفرنسية)
- ميريديث سالينجر على موقع أول موفي (الإنجليزية)
- ميريديث سالينجر على موقع قاعدة بيانات الأفلام السويدية (السويدية)
- ميريديث سالينجر على موقع إن إن دي بي (الإنجليزية)
- ميريديث سالينجر على موقع قاعدة بيانات الفيلم (الإنجليزية)
- ميريديث سالينجر على موقع كينوبويسك (الروسية)